# Fast & Furious: Hobbs & Shaw
Quá nhanh quá nguy hiểm: Hobbs và Shaw (tựa gốc tiếng Anh: Fast & Furious Presents: Hobbs & Shaw) là một bộ phim Phim hài hành động của Mỹ năm 2019 của đạo diễn David Leitch được viết bởi Chris Morgan và Drew Pearce,từ một câu chuyện của Morgan Freeman .Đây là phần ngoại truyện của loạt phim Fast & Furious lấy bối cảnh sau các sự kiện của Fast & Furious 8 năm 2017 .Bộ phim cho thấy Dwayne Johnson và Jason Statham lần lượt thể hiện lại vai trò của họ trong loạt phim chính là Luke Hobbs và Deckard Shaw,với sự tham gia của các ngôi sao hành động Idris Elba,Vanessa Kirby, Eiza González,Cliff Curtis,Helen Mirren.Cốt truyện theo sau sự kết đôi không chắc chắn của các nhân vật chính khi họ hợp tác với em gái Shaw (Kirby) để chiến đấu với một tên khủng bố được tăng cường điều khiển học Idris Elba đang đe dọa thế giới bằng một loại virus chết người.
Ngôi sao và nhà sản xuất của sê-ri Vin Diesel lần đầu tiên nói vào năm 2015 rằng các phần ngoại truyện có thể đang được phát triển sớm và Fast & Furious: Hobbs & Shaw được chính thức công bố vào tháng 10 năm 2017. Leitch ký hợp đồng đạo diễn vào tháng 4 năm 2018 và Kirby và Elba cùng tham gia vào tháng 7 năm đó. Quá trình quay phim bắt đầu vào tháng 9 và kéo dài đến tháng 1 năm 2019, chủ yếu diễn ra ở London và Glasgow.
Fast & Furious: Hobbs & Shaw được công chiếu lần đầu tại Dolby Theater ở Hollywood vào ngày 13 tháng 7 năm 2019, được phát hành rạp tại Hoa Kỳ vào ngày 2 tháng 8 năm 2019 bởi Universal Pictures và đã thu về hơn 759 triệu đô la trên toàn thế giới.

## Nội dung
Tại London, Hattie Shaw và đội đặc vụ MI6 cố gắng lấy một loại siêu virus mang tên "Snowflake" từ tổ chức khủng bố Eteon. Brixton Lore, một đặc vụ đã được cấy ghép kỹ thuật máy cho phép hắn có khả năng phi thường, đến và giết tất cả đặc vụ MI6 ngoại trừ Hattie, người đã tiêm Snowflake vào cơ thể mình trước khi chạy thoát. Brixton đổ tội cho Hattie đã giết đồng đội của chính cô và đánh cắp Snowflake, buộc cô phải bỏ chạy.
Ngay sau cuộc đối đầu chống lại kẻ khủng bố Cipher, Luke Hobbs và Deckard Shaw đều được thông báo về loại virus bị mất tích và miễn cưỡng hợp tác cùng nhau truy tìm nó. Deckard đến căn hộ của Hattie rồi bị tấn công bởi nhóm đặc vụ Eteon, trong khi Hobbs tìm được Hattie và đưa cô về văn phòng CIA. Deckard đến và tiết lộ rằng Hattie chính là em gái của anh. Tòa nhà bị tấn công bất ngờ, Hattie bị bắt bởi Brixton, hắn là người đồng đội cũ từng bị Deckard bắn mà vẫn còn sống. Hobbs và Deckard cứu Hattie thoát khỏi Brixton. Tuy nhiên, Brixton đã phát lệnh truy nã ba người thông qua quyền kiểm soát phương tiện truyền thông toàn cầu của Eteon.
Ba người đến gặp Giáo sư Andreiko, người giải thích rằng ông tạo ra Snowflake để cung cấp vắc-xin cho thế giới một cách hiệu quả và để ngăn chặn Eteon sử dụng siêu virus xóa sổ loài người. Hattie phải được hỏa táng hoặc lấy virus ra khỏi cơ thể cô bằng một thiết bị đặc biệt tại cơ sở của Eteon ở Chernobyl, Ukraina. Ở sân bay, mặc dù Hobbs bị nhân viên an ninh giữ lại một lúc do bị Deckard chơi khăm, nhưng ba người vẫn lên được máy bay và cùng nhau đến Moscow. Sau khi lấy đồ trang bị ở căn biệt thự của Margarita, bạn gái cũ của Deckard, ba người xâm nhập vào cơ sở của Eteon. Họ lấy được thiết bị trước khi trốn thoát, tuy nhiên Andreiko bị giết chết và thiết bị bị hỏng.
Ba người đến ngôi nhà thời thơ ấu của Hobbs ở Samoa để nhờ Jonah, anh trai của anh, sửa chữa thiết bị. Hobbs có cuộc đoàn tụ căng thẳng với gia đình mình. Tất cả mọi người chuẩn bị giao chiến với đội quân của Eteon. Jonah sửa thiết bị thành công và bắt đầu lấy virus ra ngay khi Brixton và đội quân của hắn đến. Trong trận chiến sau đó, tất cả lính của Brixton đều bị giết, trong khi những người Samoa bị thương vong rất ít. Brixton bắt Hattie lên máy bay trực thăng, tuy nhiên Hobbs, Deckard và những người Samoa đã kéo chiếc trực thăng rơi xuống. Hobbs và Deckard hợp sức cùng nhau đánh bại Brixton. Hobbs và anh em nhà Shaw hứa sẽ truy tìm tên giám đốc bí ẩn của Eteon.
Sau này Hobbs đưa con gái mình đến gặp đại gia đình ở Samoa. Deckard và Hattie có ý định giúp mẹ của họ vượt ngục, và Hobbs nhận được cuộc gọi từ Locke, người thông báo rằng anh ta đã đột nhập vào một cơ sở và phát hiện ra một loại virus khác nguy hiểm hơn Snowflake. Trong cảnh hậu danh đề, Hobbs bí mật báo lực lượng cảnh sát London đến bao vây Deckard để trả đũa việc anh bị Deckard chơi khăm ở sân bay.

## Diễn viên
- Dwayne Johnson vai Luke Hobbs
- Jason Statham vai Deckard Shaw
- Idris Elba vai Brixton Lore
- Vanessa Kirby vai Hattie Shaw
- Eiza González vai Margarita / Madame M
- Cliff Curtis vai Jonah Hobbs
- Helen Mirren vai Magdalene "Queenie" Shaw
- Roman Reigns vai Mateo Hobbs
- Eddie Marsan vai Giáo sư Andreiko
- Eliana Su'a vai Sam Hobbs
- John Tui vai Kal Hobbs